# Tarana Burke
Tarana Burke (sinh ngày 12 tháng 9 năm 1973) là một nhà hoạt động người Mỹ đến từ The Bronx, New York đã khởi xướng phong trào Me Too. Năm 2006, Burke bắt đầu sử dụng metoo để giúp những phụ nữ khác có cùng trải nghiệm đứng lên bảo vệ chính mình. Hơn một thập kỷ sau, vào năm 2017, #MeToo đã trở thành một hashtag lan truyền được Alyssa Milano phổ biến khi phụ nữ bắt đầu sử dụng nó để tweet về vụ lạm dụng tình dục của Harvey Weinstein. Cụm từ và hashtag nhanh chóng phát triển thành một phong trào quốc tế trên diện rộng.
Time đã vinh danh Burke, trong số một nhóm các nhà hoạt động nổi tiếng khác được mệnh danh là "những người phá vỡ sự im lặng", là Nhân vật Time của Năm 2017. Burke có mặt tại các sự kiện phát biểu trước công chúng trên toàn quốc và hiện là Giám đốc cấp cao của Girls for Gender Equity ở Brooklyn.

## Thiếu thời và giáo dục
Burke chào đời tại The Bronx, New York, và lớn lên trong khu vực này. Cô lớn lên trong một gia đình thuộc tầng lớp lao động có thu nhập thấp sống trong khu nhà ở xã hội và bị cưỡng hiếp và tấn công tình dục khi còn nhỏ và lúc ở tuổi thiếu niên. Mẹ của Burke đã ủng hộ sự phục hồi của cô sau những hành vi bạo lực này và khuyến khích cô tham gia vào cộng đồng. Trong tiểu sử của mình, Burke nói rằng những trải nghiệm này đã truyền cảm hứng giúp cô làm việc nhằm cải thiện cuộc sống của những cô gái phải trải qua những thời khắc khó khăn cùng cực. Hồi còn độ tuổi thiếu niên, cô đã tham gia vào việc cải thiện cuộc sống của các cô gái trẻ sống trong các cộng đồng bị gạt ra ngoài lề xã hội. Burke theo học tại Đại học Tiểu bang Alabama sau đó chuyển tiếp và tốt nghiệp Đại học Auburn. Trong thời gian học đại học, cô đã tổ chức các cuộc họp báo và các cuộc biểu tình liên quan đến công bằng về mặt kinh tế và chủng tộc.

## Sự nghiệp
Là một nhà hoạt động từ năm 1989, Burke chuyển đến Selma, Alabama vào cuối những năm 1990 sau khi tốt nghiệp đại học.
Từ khi làm việc với những nạn nhân bạo lực tình dục, Burke nảy ra ý tưởng phát triển "Just Be" vào năm 2003, là một chương trình dành cho các cô gái da đen từ 12 đến 18 tuổi. Năm 2006, Burke thành lập phong trào Me Too và bắt đầu sử dụng cụm từ "Me Too" để nâng cao nhận thức về sự phổ biến của lạm dụng và tấn công tình dục trong xã hội.
Năm 2008, cô chuyển đến Philadelphia và làm việc tại Art Sanctuary Philadelphia và các tổ chức phi lợi nhuận khác. Cô là cố vấn cho bộ phim Hollywood Selma năm 2014, dựa trên các cuộc tuần hành đòi quyền bỏ phiếu từ Selma đến Montgomery năm 1965 do James Bevel, Hosea Williams,  Martin Luther King Jr. và John Lewis dẫn đầu.
Việc sử dụng cụm từ #"Me Too" làm hashtag đã phát triển thành một phong trào rộng lớn hơn vào năm 2017 sau khi Harvey Weinstein bị tố lạm dụng tình dục. Ngày 15 tháng 10 năm 2017, Burke được bạn bè thông báo rằng hashtag MeToo đang được sử dụng trực tuyến. Burke quyết định phục vụ và định hình phong trào nhằm biến nó thành "sự đồng cảm trao quyền". Time đã vinh danh Burke, thuộc một nhóm các nhà hoạt động nữ nổi tiếng khác được mệnh danh là "những người phá vỡ sự im lặng", là Nhân vật Time của Năm 2017.
Năm 2018, cô tham dự Lễ trao giải Quả cầu vàng lần thứ 75 với tư cách là khách mời của diễn viên người Mỹ Michelle Williams. Burke được nhận Giải thưởng Dũng cảm năm 2018 từ Giải thưởng Ridenhour, được trao cho những cá nhân thể hiện sự can đảm bảo vệ lợi ích cộng đồng và cam kết nhiệt thành đối với công bằng xã hội, vì đã phổ biến cụm từ “me too” (tôi cũng vậy) như một cách để cảm thông hơn với những người sống sót sau tấn công tình dục hơn một thập kỷ trước. Burke hiện là Giám đốc cấp cao của Girls for Gender Equity. Burke tổ chức các hội thảo để giúp cải thiện các chính sách tại trường học, nơi làm việc và nơi thờ tự, đồng thời tập trung vào việc giúp nạn nhân không đổ lỗi cho mình về bạo lực tình dục. Cô thường tham dự các sự kiện diễn thuyết trước công chúng trên khắp đất nước.

## Hoạt động xã hội

### Girls for Gender Equity
Burke là Giám đốc cấp cao của Girls for Gender Equity ở Brooklyn, nỗ lực giúp những phụ nữ trẻ da màu tăng cường sự phát triển toàn diện của họ thông qua các chương trình và lớp học khác nhau.

### Just Be Inc.
Năm 1997, Burke gặp một cô gái tên là Heaven ở Alabama kể cho cô nghe về việc bị bạn trai của mẹ mình lạm dụng tình dục. Burke nói rằng cô không biết phải nói gì và không bao giờ gặp lại cô gái đó nữa. Burke ước mình đã nói "tôi cũng vậy." Burke cho biết cô tin rằng các cô gái cần "sự quan tâm khác biệt" so với các bạn nam. Điều này và các sự cố khác đã khiến Burke thành lập Just Be Inc., an một tổ chức thúc đẩy sức khỏe của những phụ nữ dân tộc thiểu số trẻ tuổi từ 12–18. Năm 2006, cô lập ra trang Myspace. Just Be Inc. nhận được khoản tài trợ đầu tiên vào năm 2007.

### Phong trào Me Too

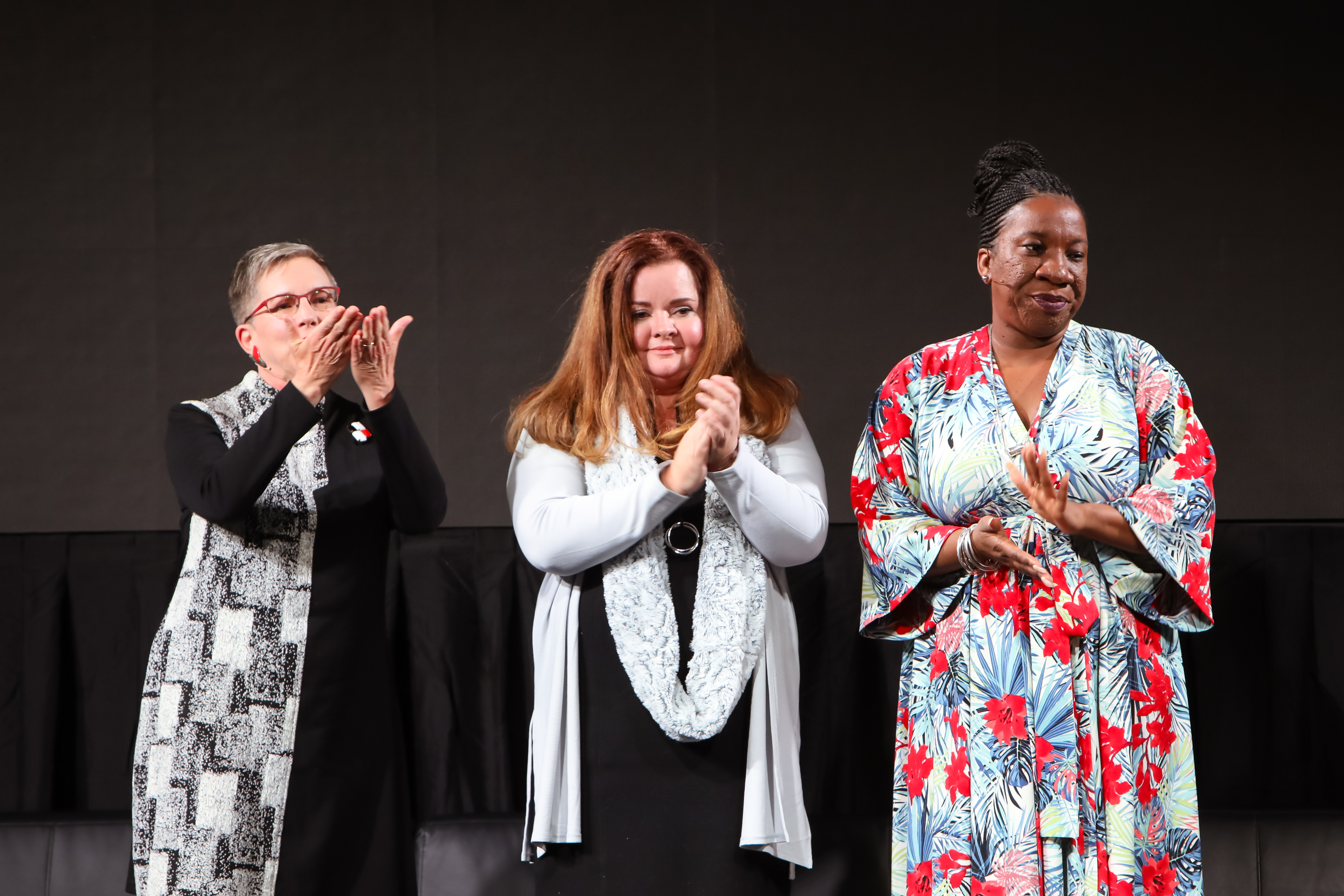
Giải Disobedience năm 2018 tại MIT Media Lab. Sherry Marts, BethAnn McLaughlin và Tarana Burke

Năm 2006, Burke thành lập phong trào Me Too và bắt đầu sử dụng cụm từ "Me Too" để nâng cao nhận thức về sự phổ biến của lạm dụng và tấn công tình dục trong xã hội.
Cụm từ "Me Too" đã phát triển thành một phong trào rộng lớn hơn sau việc sử dụng #MeToo làm hashtag năm 2017 sau vụ lạm dụng tình dục của Harvey Weinstein.  Vào tháng 10 năm 2017, nữ diễn viên Alyssa Milano đã khuyến khích phụ nữ nói "Me Too" (Tôi cũng vậy) nếu họ từng bị quấy rối hoặc tấn công tình dục và hashtag này dần trở nên phổ biến trên toàn nước Mỹ. Milano nhanh chóng thừa nhận việc sử dụng cụm từ trước đó của Burke trên Twitter, viết "Tôi vừa được biết về một #phong trào MeToo trước đó, và câu chuyện gốc là những phần đau lòng và đầy cảm hứng". Burke đã ủng hộ hashtag #MeToo.
Time đã vinh danh Burke, trong số một nhóm các nhà hoạt động nổi tiếng khác được mệnh danh là "những người phá vỡ sự im lặng", là Nhân vật Time của Năm 2017. Các hoạt động diễn thuyết của cô đã bao gồm Đại học Brown vào tháng 2 năm 2018.

## Vinh danh và giải thưởng
- 2017: Time, Nhân vật Time của Năm[15]
- 2018: Giải Ridenhour, Giải Ridenhour vì lòng dũng cảm
- 2018: SheKnows Media, Giải Catalyst VOTY (Tiếng nói của Năm)[26]
- 2019: Người thắng Giải Trailblazer